# Гранха-де-Рокамора
Гранха-де-Рокамора (ісп. Granja de Rocamora) — муніципалітет в Іспанії, у складі автономної спільноти Валенсія, у провінції Аліканте. Населення — 2626 осіб (2022).

## Географія
Муніципалітет розташований на відстані близько 350 км на південний схід від Мадрида, 41 км на південний захід від Аліканте.

## Демографія
Динаміка населення (INE ):

## Галерея зображень

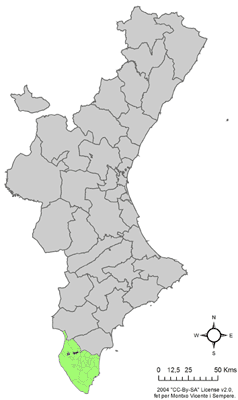
Розташування муніципалітету Гранха-де-Рокамора у автономній спільноті Валенсія
Розташування муніципалітету Гранха-де-Рокамора у комарці Вега-Баха-дель-Сегура